# Átomo hidrogenoide
Os átomos hidrogenóides são átomos formados por um núcleo e um só elétron. Se chamam assim porque seu comportamento químico é similar ao do hidrogênio. É hidrogenóide dentro desta definição quaisquer dos isótopos do hidrogênio. Um caso típico de átomo hidrogenóide é também o de um átomo de qualquer elemento que se tenha ionizado até perder todos os elétrons menos um (um exemplo claro seria o hélio após perder um de seus elétrons). Existem além disso multitude de átomos exóticos que também têm um comportamento hidrogenóide por motivos diversos.

## Introdução
Como no caso do átomo de hidrogênio os átomos hidrogenóides são um dos poucos problemas mecânico quânticos que se podem resolver de forma exata. Os átomos ou íons cuja camada de valência está constituída por um único elétron (por exemplo nos metais alcalinos) têm propriedades espectroscópicas e de ligação semelhantes às dos átomos hidrogenóides.
A configuração eletrônica mais simples possível é a de um único elétron. A resolução analítica do átomo de hidrogênio neutro que possui a mesma quantidade de elétrons, quer dizer um, é em essência a mesma para os átomos hidrogenóides. Assim pois a forma dos orbitais e os níveis de energia serão semelhantes.
Pelo contrário, para átomos com dois ou mais elétrons a resolução das equações só se pode fazer mediante métodos aproximativos. Os orbitais de átomos multieletrônicos são qualitativamente similares aos orbitais do hidrogênio e, nos modelos atômicos mais simples, considera-se que têm a mesma forma. Mas se pretende-se realizar um cálculo rigoroso e preciso se terá que recorrer a aproximações numéricas.
Os orbitais dos átomos hidrogenóides se identificam mediante três números quânticos: n, l, e ml. As regras que restrisgem os valores dos números quânticos e suas energias (ver mais abaixo) explicam a configuração eletrônica dos átomos e a conformação da tabela periódica.
Os estados estacionários (estados quânticos) dos átomos hidrogenóides são seus orbitais atômicos. Apesar de tudo, em geral, o comportamento de um elétron não está plenamente descrito por um orbital simples. Os estados eletrônicos se representan melhor como "mesclas" dependentes do tempo (combinações lineares) de vários orbitais. Ver Orbitais moleculares por combinação linear de orbitais atômicos.
O número quântico n apareceu por primeira vez no modelo atômico de Bohr. Determina, entre outras coisas, a distância dos elétrons com respeito ao núcleo. Todos os elétrons com o mesmo valor de n formam um nível ou camada. Os elétrons com idêntico número n mas diferente l compõe os chamados subníveis ou subcamadas. O modelo atômico de Sommerfeld que incorporava um refinamento relativista do elétron provou que a energia dependia também dos outros números quânticos tal como se aprecia na solução relativista mediante a equação de Dirac.

## Caracterização matemática
A caracterização dos átomos hidrogenóides se realiza no marco da mecânica quântica, já que devido ao tamanho desses sistemas físicos nem a mecânica clássica que descreve adequadamente o movimento de partículas macroscópicas a velocidades moderadas, nem o eletromagnetismo clássico são aplicáveis a escalas tão pequenas.
Dentro da mecânica quântica uma primeira aproximação se obtém mediante a equação de Schrödinger que prediz qualitativamente todas as características importantes de um estado de equilíbrio de um átomo hidrogenóide e dá valores quantitativos muito aproximados para quase todas as magnitudes. Um refinamento deste tratatamento é a análise relativista mediante a equação de Dirac que prediz pequenas correções às soluções obtidas da análise não-relativista mediante a equação de Schrödinger.
A equação de Schrödinger -> permite calcular os estados estacionários e a evolução temporal dos sistemas quânticos.
Dado que o átomo de hidrogênio contém um núcleo e um elétron, a mecânica quântica permite prever a probabilidade de encontrar o elétron a qualquer distância radial dada.
A densidade de probabilidade de encontrar o elétron a uma distância em qualquer direção radial é o valor quadrado da função de onda.
iħ ∂/∂t Ψ(r,t) = Ĥ Ψ(r,t)
A imagem de Bohr de um elétron orbitando o núcleo no raio corresponde ao raio mais provável. Na verdade, existe uma probabilidade finita de que o elétron possa ser encontrado em qualquer lugar, com a probabilidade indicada pelo quadrado da função de onda. Então dizemos que a função de onda está corretamente normalizada.
O hamiltoniano do átomo de hidrogênio é o operador de energia cinética radial mais a energia potencial eletrostática de Coulomb entre o próton positivo e o elétron negativo. Usando a equação de Schrödinger independente do tempo, ignorando todas as interações de acoplamento de spin e usando a massa reduzida , a equação é escrita como:
H^ψ(r)=−2mℏ2[r21drd(r2drdψ)]−4πε0re2ψ(r) 